# تلبی‌وودین
تلبی‌وودین (انگلیسی: Telbivudine) یک داروی ضد ویروسی است که در درمان عفونت هپاتیت ب به کار می‌رود. این دارو توسط شرکت داروسازی سوئیسی نوارتیس با نام‌های تجاری Sebivo (اتحادیه اروپا) و Tyzeka (ایالات متحده آمریکا) به بازار عرضه می‌شود. کارآزمایی‌های بالینی نشان داده‌اند که این دارو به طور قابل‌توجهی مؤثرتر از لامیوودین یا آدفوویر است و احتمال کمتری ایجاد مقاومت دارد. با این حال، جهش مقاومت به HBV M204I (تغییر از متیونین به ایزولوسین در موقعیت 204 در حوزه رونوشت معکوس پلیمراز هپاتیت ب) یا L180M+M204V با مقاومت به تلبی‌وودین مرتبط است.
تلبی‌وودین یک آنالوگ بتا-L-نوکلئوزید تیمیدین مصنوعی و ایزومر L تیمیدین است. تلبی‌وودین تکثیر DNA ویروس هپاتیت ب (HBV) را با پایان دادن به زنجیره مختل می کند. با نوکلئوتید طبیعی تنها با توجه به محل قند و بخش های پایه متفاوت است، و مانند دئوکسی نوکلئوزیدهای طبیعی، یک پیکربندی چرخشی در مقابل یک پیکربندی چرخشی راستگرد به خود می‌گیرد. این دارو به صورت خوراکی در دوز ۶۰۰ میلی گرم یک بار در روز با یا بدون غذا مصرف می‌شود.
در سال ۲۰۱۶، نوارتیس یک اخطار توقف برای Tyzeka ارسال کرد